# Vagues de licenciements collectifs dans l'industrie des technologies (2022-)
Tout comme l'industrie du jeu video, l'industrie des technologies est touchée par des vagues de licenciements collectifs depuis 2022.

## Liste de licenciements collectifs[1]

### 2022
| Date             | Entreprise | Nombre de personnes licenciées | Ref   |
| ---------------- | ---------- | ------------------------------ | ----- |
| 9 novembre 2022  | Meta       | 11 000                         | [ 2 ] |
| 16 novembre 2022 | Amazon     | 10 000                         | [ 3 ] |

### 2023
| Date            | Entreprise | Nombre de personnes licenciées | Ref   |
| --------------- | ---------- | ------------------------------ | ----- |
| 4 janvier 2023  | Amazon     | 8 000                          |       |
| 4 janvier 2023  | Salesforce | 8 000                          |       |
| 18 janvier 2023 | Microsoft  | 10 000                         | [ 4 ] |
| 20 janvier 2023 | Google     | 12 000                         |       |
| 30 janvier 2023 | Philips    | 6 000                          |       |
| 6 février 2023  | Dell       | 6 650                          |       |
| 24 février 2023 | Ericsson   | 8 500                          |       |
| 20 mars 2023    | Amazon     | 9 000                          |       |
| 14 avril 2023   | Meta       | 10 000                         | [ 5 ] |
| 24 avril 2023   | Flink      | 8 000                          |       |

### 2024
| Date          | Entreprise    | Nombre de personnes licenciées | Ref   |
| ------------- | ------------- | ------------------------------ | ----- |
| 1er août 2024 | Intel         | 15 000                         | [ 6 ] |
| 15 avril 2024 | Tesla         | 14 000                         |       |
| 9 août 2024   | Cisco Systems | 5 000                          |       |
| 25 mars 2024  | Dell          | 6 000                          |       |
| 2024          | SAP           | 8 000                          |       |

### 2025
| Date           | Entreprise | Nombre de personnes licenciées | Ref   |
| -------------- | ---------- | ------------------------------ | ----- |
| 23 avril 2025  | Intel      | 22 000                         |       |
| 13 mai 2025    | Microsoft  | 6 000                          |       |
| 2 juillet 2025 | Microsoft  | 9 000                          | [ 7 ] |